# 小行星9378
小行星9378（英語：9378 Nancy-Lorraine）是一颗围绕太阳公转的小行星。1993年8月18日，艾瑞克·怀特·埃尔斯特在科索尔发现了此天体。
这颗小行星的绝对星等为37.11157708721519等。